# Linia kolejowa Kubinka – Biekasowo
Linia kolejowa Kubinka – Biekasowo – linia kolejowa w Rosji łącząca stację Kubinka I ze stacją Biekasowo I. Jest to fragment Wielkiego Pierścienia Kolei Moskiewskiej, będącego kolejową obwodnicą Moskwy. Zarządzana jest przez region moskiewsko-smoleński Kolei Moskiewskiej, wchodzącej w skład Kolei Rosyjskich. 
Linia położona jest w obwodzie moskiewskim i Moskwie. Na całej długości jest zelektryfikowana i dwutorowa (z wyjątkiem obwodnic Kubinki i Biekasowa, które są jednotorowe).

## Historia
Linia powstała w Związku Sowieckim. Od 1991 położona jest w Rosji.